# Jon Song-chol
Jon Song-chol (* 14. Dezember 1985) ist ein ehemaliger nordkoreanischer Eishockeyspieler.

## Karriere
Jon Song-chol debütierte als 24-Jähriger bei der Weltmeisterschaft 2010 in der Division III für die nordkoreanische Nationalmannschaft und stieg mit dem Team prompt in die Division II auf. Dort traten die Nordkoreaner 2011 aus finanziellen Gründen jedoch nicht an.
So stand er auch 2012, 2013 und 2014 für die Ostasiaten in der untersten Spielklasse auf dem Eis. Bei allen drei Turnieren belegte Nordkorea Platz zwei (2012 hinter der Türkei, 2013 hinter Südafrika und 2014 hinter Bulgarien) und verpassten so den Aufstieg.
2015 nahm Jon mit den Nordkoreanern beim Turnier in Izmir einen erneuten Anlauf Richtung Aufstieg. Diesmal gelang als Turniersieger die Rückkehr in die Division II. Anschließend beendete er seine Karriere.
Auf Vereinsebene spielte Jon für Taesongsan in der nordkoreanischen Eishockeyliga.

## Erfolge und Auszeichnungen
- 2010 Aufstieg in die Division II bei der Weltmeisterschaft der Division III, Gruppe B
- 2015 Aufstieg in die Division II, Gruppe B, bei der Weltmeisterschaft der Division III